# Винницкий авиационный завод
Винницкий авиационный завод (укр. Вінницький авіаційний завод) — предприятие авиационной промышленности Украины, которое осуществляет диагностику, ремонт, техническое обслуживание, переоборудование и модернизацию легкомоторных самолётов и вертолётов советского производства.

## История

### 1961—1991
421-й завод гражданской авиации был создан в сентябре 1961 года на базе 306-х армейских авиаремонтных мастерских, осуществлявших ремонт планеров и изготовление авиамишеней.
В 1970-е годы заводом был освоен ремонт вертолёта Ка-26 и его агрегатов.

### После 1991
После провозглашения независимости Украины, авиазавод получил новое наименование (государственное предприятие «Винницкий авиационный завод»).
В начале 1990-х годов совместно с АНТК им. Антонова при ремонте Ан-2 для обтяжки крыльев и оперения вместо хлопчатобумажной ткани АСТ-100 начали использовать синтетическую полиэфирную ткань.
В конце 1993 года была начата российско-украинская программа, предусматривавшая развёртывание на Винницком авиазаводе производства многоцелевого вертолёта Ка-228 (варианта Ка-226 с использованием украинских комплектующих: авионики производства киевского завода имени Артема и харьковского ФЭД, а также двигателей АИ-450 из Запорожья). Предполагалось, что выпущенные заводом вертолёты Ка-228 должны заменить требующие замены Ка-26 и Ми-2.
В 1999 году завод был внесён в перечень предприятий военно-промышленного комплекса Украины, освобождённых от уплаты земельного налога (размер заводской территории составлял 86,1 га).
12 июля 2001 года правительство Украины приняло закон о государственной поддержке предприятий авиастроительной отрасли Украины, в перечень получающих поддержку предприятий был включён ВИАЗ.
В 2002 году заводом был освоен ремонт авиадвигателя АШ-62.
В августе 2006 года было подписано соглашение Винницкого авиаремонтного завода с АНТК им. Антонова, предусматривавшее освоение заводом ремоторизации самолётов Ан-2 с заменой штатного двигателя АШ-62 на турбовинтовой двигатель МС-14 производства "Мотор Сич" (в дальнейшем, этот вариант Ан-2 получил название Ан-2-100).
В начале 2007 года заводу для капитального ремонта и ответственного хранения были переданы пять вертолётов Ми-2 киевского ГП «Универсал-Авиа», однако в июне 2007 года заместитель директора «Универсал-Авиа» Игорь Гладченко, как физическое лицо заключил с ГП «ВиАЗ» договор купли-продажи этой техники по цене 5 тысяч гривен за один вертолёт. После выплаты продавцу 21 тыс. гривен, технику поставили на учёт уже как собственность авиазавода и после завершения ремонта передали государственному предприятию «Укрспецэкспорт» для продажи на экспорт (в начале 2012 года по результатам проверки деятельности завода было установлено, что поставленные на ответственное хранение вертолёты Ми-2 на заводе отсутствуют. В ходе расследования было установлено, что два из пяти вертолётов Ми-2 были проданы в Ливию за 108 тысяч долларов США).
17 октября 2008 года во время испытательного полёта после капитального ремонта разбился Як-18Т, в происшествии пострадали двое работников ВИАЗ, которые находились в кабине самолёта.
9 июня 2010 года Кабинет министров Украины принял постановление № 405, в соответствии с которым завод вошёл в перечень предприятий авиапромышленности Украины, получающих государственную поддержку.
После создания в декабре 2010 года государственного концерна «Укроборонпром», в соответствии с постановлением Кабинета министров Украины № 374 от 6 апреля 2011 года завод был включён в состав концерна.
По состоянию на начало февраля 2011 года, ВИАЗ был способен проводить капитальный ремонт самолётов Ан-2 и Як-52, вертолётов Ка-26 и Ми-2, а также ремонт авиадвигателя АШ-62, однако находилось на грани банкротства (общая сумма задолженности предприятия составляла 985,3 млн. гривен). В конце февраля 2011 года было объявлено о намерении использовать ВИАЗ для сборочного производства вертолётов Ми-8Т. Вслед за этим, ОАО «Мотор Сич» передала на завод десять вертолётов Ми-2 для их модернизации до уровня Ми-2МСБ.
19 августа 2011 года ВИАЗ была предоставлена налоговая льгота (освобождение от уплаты 74,9 % налога за землю до конца 2011 года).
21 октября 2011 завод завершил капитальный ремонт и модернизацию до уровня Ми-2МСБ первых двух вертолётов Ми-2 из десяти, поставленных ОАО «Мотор Сич» для ремонта и модернизации (стоимость модернизации каждого Ми-2 составила почти 850 тыс. долларов США).
В сентябре 2013 года по результатам проверки завода сотрудниками территориального управления Госгорпромнадзора в Винницкой области была приостановлена эксплуатация части оборудования (двух электросварочных аппаратов, трёх токарных и четырёх заточных станков).
13 июля 2014 представитель компании «Мотор Сич» сообщил, что вертолёты Ми-2МСБ будут поставлены вооружённым силам Украины, при этом стоимость модернизации одного Ми-2 до уровня Ми-2МСБ составляла 4,5 млн долларов США. 28 ноября 2014 первый вертолёт был передан для испытаний министерству обороны Украины. 6 декабря 2014 на аэродроме Чугуева два модернизированных вертолёта Ми-2МСБ официально передали вооружённым силам Украины.
В феврале 2016 года руководство ГК «Укроборонпром» объявило о намерении привлечь предприятие к выполнению государственной программы импортозамещения.
В январе 2019 года Фонд государственного имущества Украины включил завод в перечень предприятий и объектов, предназначенных к приватизации и продаже в течение 2019 года.
31 октября 2019 года завод начал капитальный ремонт самолёта Ан-2 для 10-й бригады морской авиации военно-морских сил Украины.
16 апреля 2021 года (в соответствии с постановлением Кабинета министров Украины № 1229 от 9 декабря 2020 г.) завод был выведен из состава ГК "Укроборонпром" и передан в ведение Фонда государственного имущества Украины как "потерявший значение для обороноспособности страны".
Летом 2023 года правительство Украины передало Винницкий авиационный завод под управление «Мотор Сич».